# Doxing
Il doxing, o doxxing, è la pratica di cercare e diffondere pubblicamente online informazioni personali e private (come ad es. nome e cognome, indirizzo, numero di telefono etc.) o altri dati riguardanti una persona, di solito con intento malevolo.

## Storia
Il termine nasce come una contrazione del termine inglese "documents" (doXND) ed è un neologismo apparso su Internet a partire dalla fine del primo decennio degli anni 2000 (sebbene la pratica in sé sia rintracciabile già negli anni 1990, in alcuni gruppi usenet, dove veniva utilizzata come una forma di vendetta personale durante le discussioni più accese).
Le informazioni personali messe online possono essere ricavate in più modi, dall'analisi dei social network, dove sono talvolta incautamente condivise dagli stessi bersagli, o attraverso azioni di "investigazione" più dirette, che vanno dall'analisi degli indirizzi IP a veri e propri atti di hacking o phishing. Esempi di utilizzo esteso del doxing come mezzo di intimidazione o attacco dei propri avversari si sono avuti nell'ambito della vicenda Gamergate, ai danni della programmatrice e artista Zoë Quinn, spesso in associazione con lo swatting.
Si tratta di un atto lesivo della privacy, in genere considerato in chiave negativa, spesso utilizzato in contesti di "online shaming" che possono sfociare nella denigrazione pubblica di una persona mettendone inoltre a rischio l'incolumità; in alcuni casi, tuttavia, tale pratica è stata difesa come una forma di hacktivism, soprattutto nell'eventualità in cui essa sia rivolta contro criminali o autori di pratiche poco trasparenti, che possono così essere portati all'attenzione delle autorità.
In ambito giornalistico, il doxing è oggetto di controversie tra coloro che lo ritengono una pratica lecita di indagine giornalistica, volta a informare il pubblico su dettagli di interesse generale, e fra coloro che lo ritengono invece una ingerenza indebita nella vita privata.
Da una ricerca della società di sicurezza Kaspersky è inoltre emerso che si può essere vittime di doxing anche in seguito all'utilizzo di app di incontri. 